# Железнодорожная линия Лосево — Каменногорск
Лосево — Каменногорск — железнодорожная линия, построенная в середине 2010-х годов и предназначавшаяся для пропуска грузовых поездов в обход главного Выборгского хода.
Длина участка составляет 57 километров — это новая двухпутная электрифицированная железная дорога с постоянным током 3 кВ, трасса которой проходит по территории Приозерского и Выборгского районов Ленинградской области. Кроме того, потребовалось проложить ещё 19 километров рельсов — второй главный путь на участке Сосново — Лосево-1. Суммарная длина, соответственно, равнялась 84 километрам. 
Строительство линии было вызвано необходимостью создания условий для скоростного движения пассажирских поездов в Хельсинки (Парголово — Бусловская). Грузовые же поезда предполагалось пустить по участкам Санкт-Петербург — Лосево, Лосево — Каменногорск, Каменногорск — Светогорск (что позволяет более рационально использовать светогорский пограничный пункт и не загружать участок Бусловская — Вайниккала, а также улучшить работу Светогорского ЦБК), Каменногорск — Выборг — Высоцк, Каменногорск — Выборг — Приморск. В Выборге требовалось построить путепровод для развязки с главным ходом.
Генеральный проектный институт — ГеоМостПроект. Субподрядные организации — Ленгипротранс и Проекттрансстрой. Первоначальная смета была порядка 30 млрд руб. В 2009 году были проведены корректировки проекта, необходимые экспертизы, получены разрешения, а также проведено рабочее проектирование. Строительство планировалось закончить в 2010 году. Ситуация осложнялась тем, что линия проходит вблизи территорий заказников Приозерского района. Также были серьёзные опасения, что грузовое сообщение будет мешать жизни дачников на территории Санкт-Петербург — Лосево.
Заказчик строительства — Федеральное агентство железнодорожного транспорта, средства выделены ОАО РЖД — 65 % и Инвестиционным фондом РФ — 35 %. По состоянию на апрель 2011 года стоимость строительства возросла до 122 миллиардов рублей, сроком окончания был назван 2011 год. По состоянию на начало октября 2011 года было готово нижнее строение пути до реки Вуоксы в Лосево, частично готово верхнее строение пути от Сосново до берега реки Вуоксы в Лосево.
На май 2013 года была открыта грузовая станция Лосево-1 в Варшко, был готов один пролёт моста в Лосево, нижнее строение пути было готово почти на всём участке, на многих отрезках были установлены опоры контактной сети. Между вторым мостом через Вуоксу и станцией Озёрская появились участки с почти готовым верхним строением пути.
Рабочее движение по линии запущено 3 августа 2015 года. Однако ещё длительное время понадобилось на достройку всей необходимой инфраструктуры; кроме того, полноценное функционирование линии было невозможно без модернизации линии от Каменногорска до порта Высоцк. Эти работы наталкивались на противодействие жителей Выборгского района.
Техническая эксплуатация участка Лосево — Каменногорск была начата летом 2017 года. В июне по строящейся железнодорожной линии прошёл первый полносоставный грузовой поезд на тепловозной тяге, а движение поездов на электротяге началось в августе того же года.
В марте 2018 года Министерство транспорта РФ перебросило 1,79 млрд руб. на достройку железнодорожной ветки Лосево — Каменногорск со строительства железнодорожного участка им. М. Горького — Котельниково — Тихорецкая — Крымская.
Постройка линии Лосево — Каменногорск решила проблему обеспечения скоростного сообщения с Финляндией. Поезд Allegro Санкт-Петербург — Хельсинки, курсировавший по март 2022 года, находился в пути 3 ч 30 мин, скорость этого поезда достигала 200 км/ч практически на всём пути (407 км).
Интенсивность эксплуатации линии постепенно усиливалась. Но после вторжения России на Украину пассажирское сообщение с Финляндией было прервано, а объём грузоперевозок серьёзно сократился. В таких условиях перспективы уже введённой линии стали непонятными.